# Lesina ensifer
Lesina ensifer är en insektsart som först beskrevs av Gaspard Auguste Brullé 1835.  Lesina ensifer ingår i släktet Lesina och familjen vårtbitare. Inga underarter finns listade i Catalogue of Life.